# Watermark
Watermark – album Enyi wydany w 1988. Pierwsza edycja albumu zawierała 11 utworów. Edycje wydawane od 1989 zawierają dodatkowy utwór, który pojawił się na singlu „Storms in Africa”, wydanym na wiosnę 1989. Od 1993 europejskie wydania powracają do edycji 11-ścieżkowej. Edycja amerykańska albumu zachowała 12 utworów:
1. „Watermark” – 2:24
2. „Cursum Perficio” – 4:06
3. „On Your Shore” – 3:59
4. „Storms in Africa” – 4:03
5. „Exile” – 4:20
6. „Miss Clare Remembers” – 1:59
7. „Orinoco Flow” – 4:25
8. „Evening Falls...” – 3:46
9. „River” – 3:10
10. „The Longship” – 3:36
11. „Na Laetha Geal M'Óige” – 3:54
12. „Storms in Africa II” – 2:59 (dostępnie wyłącznie na edycji amerykańskiej Geffen Records oraz na niektórych edycjach europejskich z lat 1989-1993)

## Certyfikaty i sprzedaż
| Kraj                         | Certyfikat         | Sprzedaż   |
| ---------------------------- | ------------------ | ---------- |
| Argentyna (CAPIF)            | platynowa płyta    | 60 000+    |
| Australia (ARIA)             | 6× platynowa płyta | 420 000+   |
| Belgia (BEA)                 | platynowa płyta    | 50 000+    |
| Brazylia (Pro-Música Brasil) | platynowa płyta    | 250 000+   |
| Francja (SNEP)               | 2× złota płyta     | 200 000+   |
| Hiszpania (Promusicae)       | 5× platynowa płyta | 500 000+   |
| Holandia (NVPI)              | platynowa płyta    | 100 000+   |
| Kanada (MC)                  | 3× platynowa płyta | 300 000+   |
| Niemcy (BVMI)                | platynowa płyta    | 500 000+   |
| Nowa Zelandia (RMNZ)         | platynowa płyta    | 15 000+    |
| Stany Zjednoczone (RIAA)     | 4× platynowa płyta | 4 000 000+ |
| Szwajcaria (IFPI Schweiz)    | platynowa płyta    | 50 000+    |
| Wielka Brytania (BPI)        | 4× platynowa płyta | 1 200 000+ |